# Galaxie Seyfert

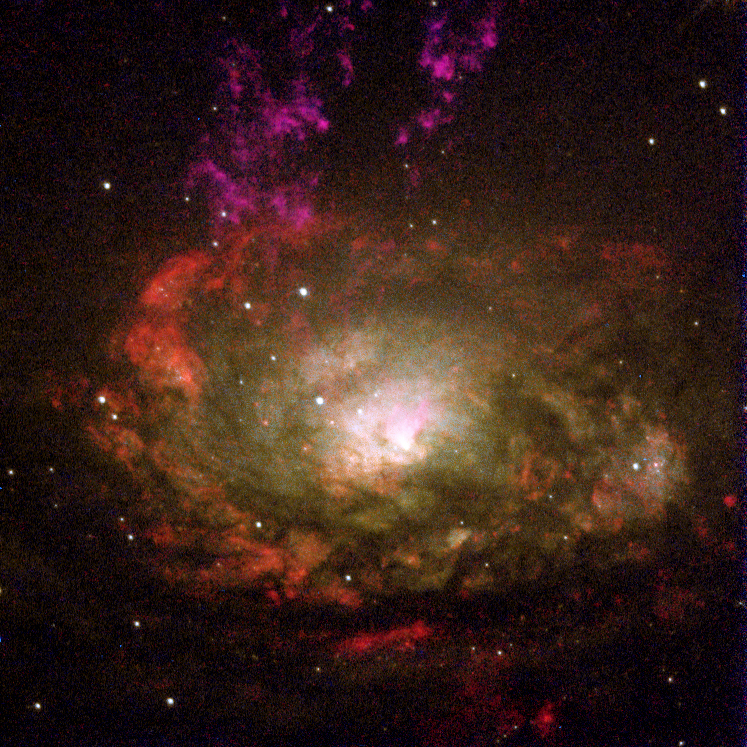
Galaxia Circinus, o galaxie Seyfert de tipul II.

Galaxiile Seyfert sunt împreună cu quasarii cele mai mari grupe de galaxii active. Au un nucleu asemănător cu cel de quasar (foarte luminos, reprezentând surse îndepărtate de radiații electromagnetice), cu luminozitate de suprafață foarte mare. Sunt, de obicei, galaxii spirale.
Un exemplu de galaxie Seyfert este NGC 7742, din constelația Pegasus. Regiunea sa centrală este foarte strălucitoare și probabil conține o gaură neagră. 